# James Crumley
James Crumley (* 12. Oktober 1939 in Three Rivers, Texas; † 17. September 2008 in Missoula, Montana) war ein US-amerikanischer Schriftsteller hauptsächlich von Kriminalromanen.

## Leben
James Crumley wuchs im Süden von Texas auf, studierte mit einem Stipendium der Navy am Georgia Institute of Technology, ging dann jedoch von 1958 bis 1961 als Soldat der US Army auf die Philippinen. Im Anschluss absolvierte er mit Hilfe eines Football-Stipendiums am Texas College of Arts and Industries in Kingsville, Texas, ein Studium, das er 1964 mit einem BA in Geschichte abschloss. Ein weiteres Studium (Creative Writing) absolvierte er im Anschluss am renommierten Iowa Writers’ Workshop der University of Iowa.
Sein erster Roman One to Count Cadence, die Geschichte eines Soldaten im Vietnam-Krieg, erschien 1969. Der Lyriker Richard Hugo machte ihn in den frühen 1970er Jahren mit dem Werk Raymond Chandlers bekannt, das bleibenden Eindruck bei Crumley hinterließ, so dass er – beginnend mit The Wrong Case (1975) – nur noch Kriminalliteratur schrieb.
Crumley lehrte an der University of Montana in Missoula sowie als Gastdozent an verschiedenen anderen Universitäten. Seit Mitte der 1980er Jahre lebte er in Missoula. Er war fünfmal verheiratet, zuletzt mit der Lyrikerin Martha Elizabeth, und hatte fünf Kinder.

## Werke
- 1969 One to Count Cadence (Roman)
- 1975 The Wrong Case
  - Schöne Frauen lügen nicht, dt. von Thorsten Tornow; Piper, München, Zürich 1998. ISBN 3-492-25691-0
- 1978 The Last Good Kiss (Roman)
  - Der letzte echte Kuss, dt. von Tony Westermayr; Goldmann, München 1980. ISBN 3-442-05414-1
- 1983 The Dancing Bear (Roman)
  - Kerle, Kanonen und Kokain, dt. von Friedrich A. Hofschuster; Goldmann, München 1985. ISBN 3-442-04965-2
  - auch als: Der tanzende Bär, gleiche Übersetzung; Goldmann, München 1989. ISBN 3-442-04965-2
- 1984 The Muddy Fork (Roman)
- 1987 The Pigeon Shoot (Drehbuch)
- 1988 Whores (Kurzgeschichten)
- 1991 The Muddy Fork & Other Things (Essays und Kurzprosa)
- 1993 The Mexican Tree Duck (Roman)
  - Tequila Blues, dt. von Georg Schmidt; München, Goldmann 1996. ISBN 3-442-05860-0
- 1996 Bordersnakes (Roman)
  - Jeder gräbt sein eigenes Grab, dt. von Thorsten Tornow; Piper, München, Zürich 1998. ISBN 3-492-25677-5
- 1998 The Mexican Pig Bandit (Roman)
- 2000 The Putt at the End of the World (Roman mit mehreren Verfassern, Crumley schrieb das 9. Kapitel)
- 2001 The Final Country (Roman)
  - Land der Lügen, dt. von Katrin Mrugalla; Shayol, Berlin 2007. ISBN 3-926126-62-0
- 2005 The Right Madness (Roman)

## Auszeichnungen
- 1985 Maltese Falcon Award für The Wrong Case
- 1988 Prix Mystère de la critique für Fausse Piste (The Wrong Case)
- 1993 Hammett Prize für The Mexican Tree Duck
- 2002 CWA Silver Dagger für The Final Country